# فيرنون ستوردي
السير فيرنون ستوردي (بالإنجليزية: Vernon Ashton Hobart Sturdee) (1890-1966) كان ضابطاً في الجيش الأسترالي خلال الحرب العالمية الأولى وشارك في الهبوط في غاليبولي والقتال على الجبهة الغربية. وكان يمثل التعزيز المهم بين الحربين، وبقي في رتبته في زمن الحرب كعقيد حتى عام 1935. كان لديه ثقة تذكر في إستراتيجية مستندة أسطول في سنغافورة، وحذر من أن الجيش يجب أن تواجه اليابان مجهزة تجهيزا جيدا. رئيسا لهيئة الأركان العامة خلال الحرب العالمية الثانية، وقال انه أجرى الدفاع محكوم عليه بالفناء من الجزر إلى الشمال من أستراليا ضد اليابانيين. قاد في وقت لاحق الجيش لأول مرة في غينيا الجديدة في 1944-1945، وتوجيه القتال في Aitape وعلى بريطانيا الجديدة وبوغانفيل. وجهت إليه تهمة تدمير العدو دون ارتكاب قواته إلى المعارك التي كانت وراء قوتهم. وعندما انتهت الحرب، أخذ استسلام القوات اليابانية في رابول. نجح السير توماس Blamey كما القائد العام للقوات العسكرية الأسترالية في ديسمبر كانون الأول عام 1945، وكان رئيس هيئة الأركان العامة مرة أخرى من عام 1946 إلى عام 1950. وخلال هذا الوقت، كان عليه أن تسريح الجيش في زمن الحرب حين ينزل ودعم جزء من البريطانيين الكومنولث قوة احتلال في اليابان.